# 御節料理

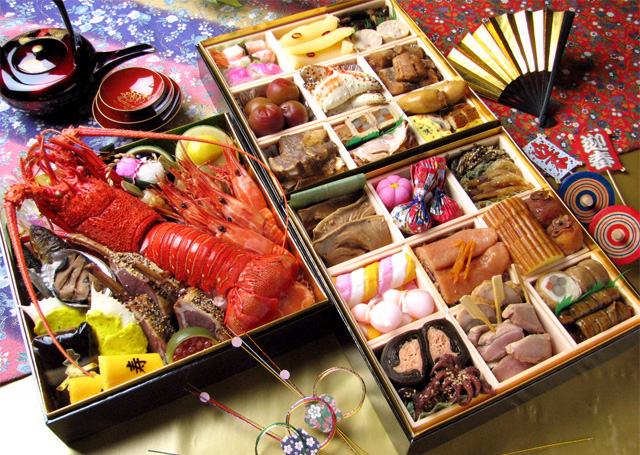
御節料理（三段重）の例

御節料理（おせちりょうり）は、節会や節句に作られる料理。節日のうち最も重要なのが正月であることから、正月料理（しょうがつりょうり）を指すようになった。単におせちという。

## 歴史

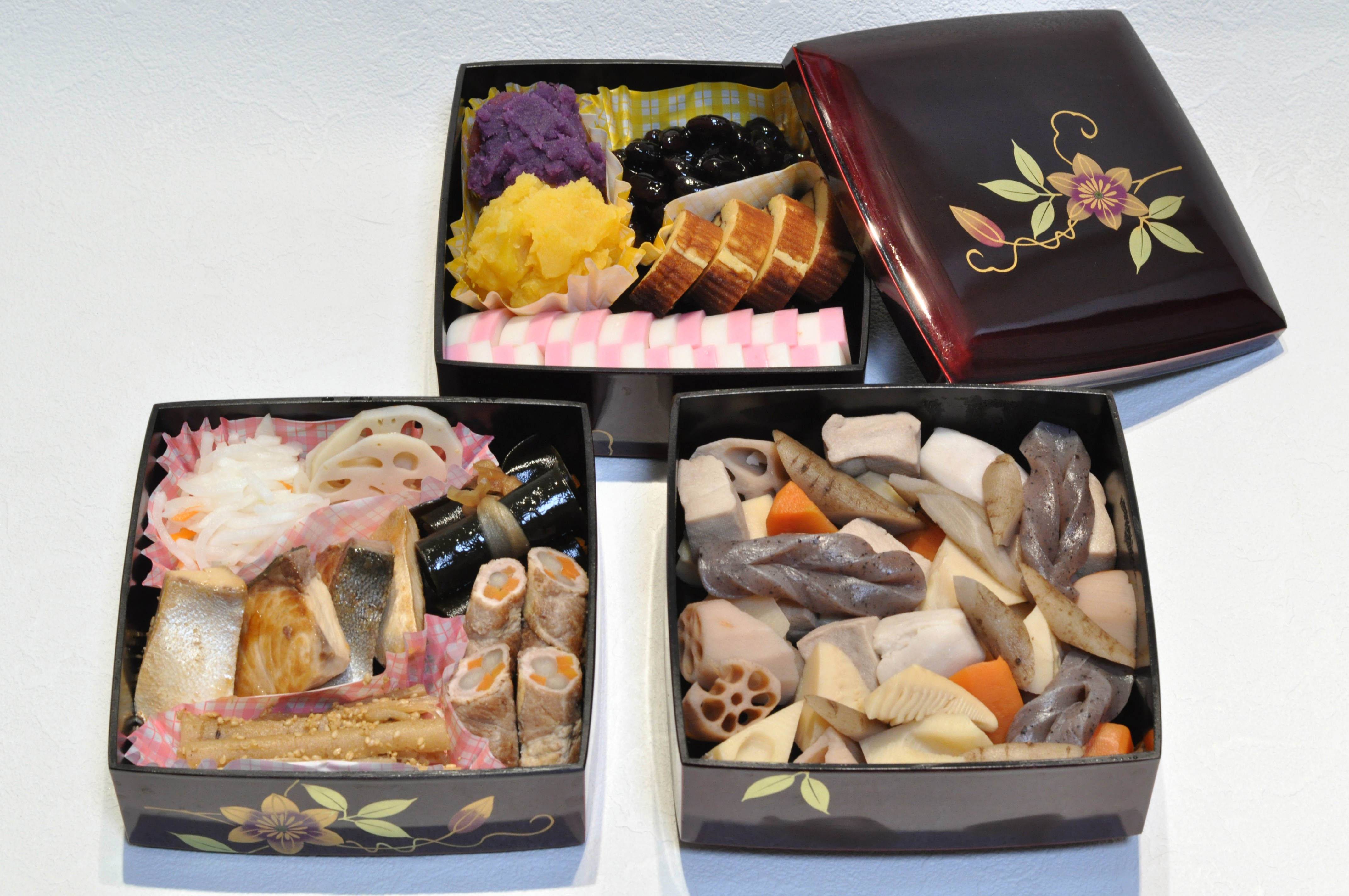
一般家庭で手作りされた御節料理の例

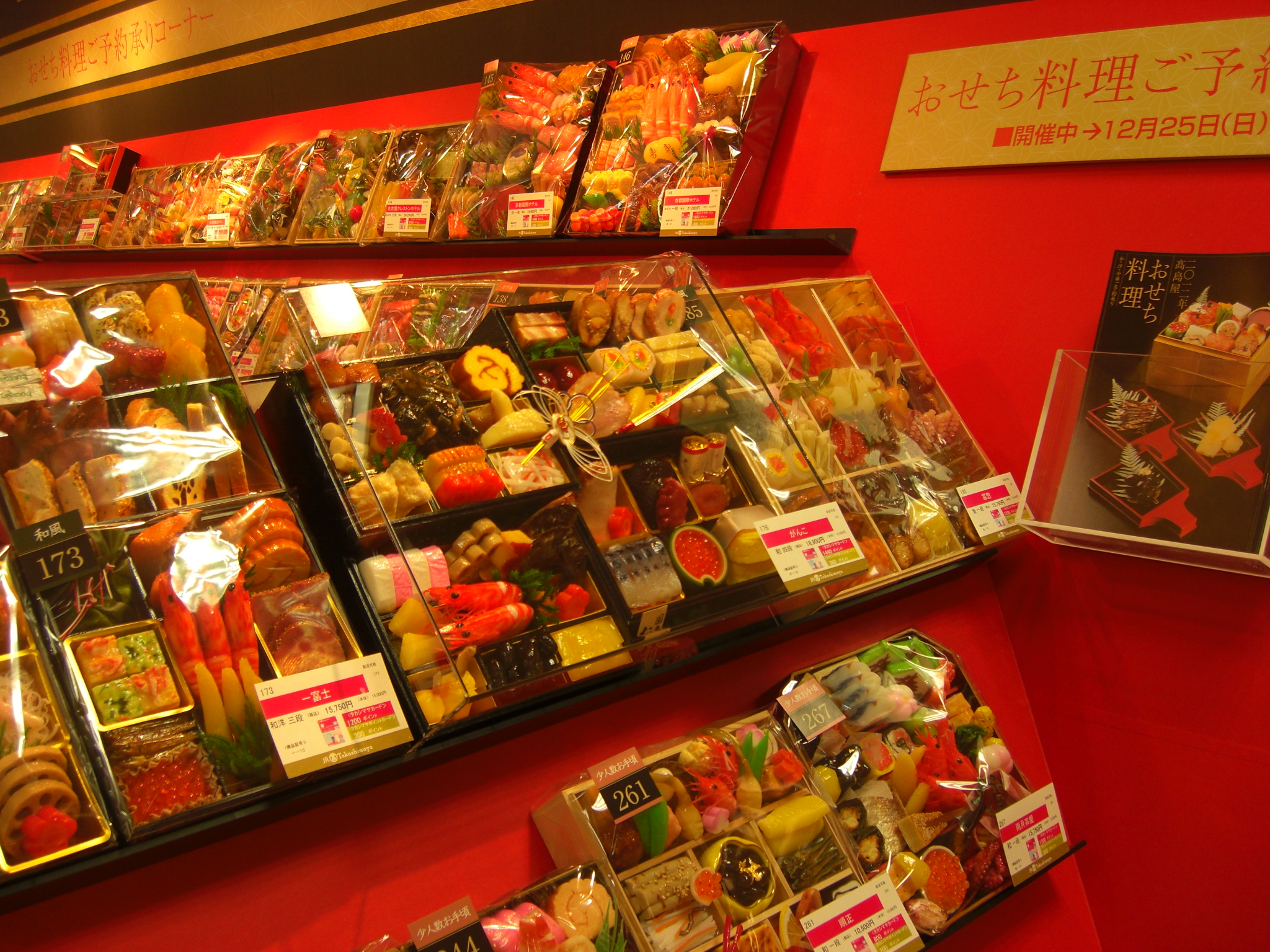
百貨店のおせち販売コーナー

### 由来
歳神様に捧げる供物としての料理が「おせち」。「節目の日のための供物」という意味から「御節供（おせちく、おせつく）」と呼ばれたのが語源。
「おせち」は「御節供（おせちく、おせつく）」や「節会（せちえ）」の略であり、中国から伝わった五節供の行事に由来する。原型は弥生時代にできていたが、奈良時代には朝廷内で節会（せちえ）として行われ、そこで供される供御を節供（せちく）と言った。現在のような料理ではなく、高盛りになったご飯などであったとされる。
この五節会の儀を、一般庶民がならって御節供を行うようになったものと考えられている。元々は五節句の祝儀料理全てを言ったが、後に最も重要とされる人日の節句の正月料理を指すようになった。正月料理は江戸時代の武家作法が中心となって形作られたといわれている。
江戸時代、関西では「蓬萊飾り」、江戸では「食積（くいつみ）」、九州の佐賀・長崎などでは「蓬萊台・手懸け盛り」と称し、歳神様に三方などでめでたい食べ物などを床の間に飾り、また年始の挨拶に訪れた客にも振る舞ったり、家族も食べたりした。

### 重詰めへの移行
『嗚呼傍廂』（1853年）によれば天明の頃までは食べていたが、それ以降は飾るだけとなり、正月料理は重詰め等へと変化していく。膳に盛られた料理と重に詰められた料理が用意され、このうち膳に盛られた料理を「おせち」と呼んだ。後の『東京風俗志』（明治34年）によるとお膳に供えた煮物を「御節」、重詰めしたものを「食積」と呼んでいる。
重箱に本膳料理であった煮染めを中心とした料理が詰められるようになり、食積と御節の融合が進んだ。現在では重箱に詰めた正月料理を御節と呼ぶようになっている。重箱に御節料理を詰めるようになったのは明治時代以降のことといわれている。
重箱に御節を詰める手法が完全に確立した時期は第二次世界大戦後で、デパートなどが見栄えのよい重箱入りの御節料理を発売したことによるともいわれている。正月料理の重詰めについては江戸時代の文化・文政年間の料理茶屋における料理の影響を受けているとみる説もある。

## 構成
御節料理の基本は、祝い肴三種（三つ肴、口取り）、煮しめ、酢の物、焼き物であるが、地方により構成は異なる。口取りは、かまぼこ、栗金団、伊達巻など。三つ肴の内容は関東では黒豆、数の子、ごまめ（田作り）の3種、関西では黒豆、数の子、たたきごぼうの3種である。
一つ一つの料理は、火を通したり干したり、あるいは酢に漬けたり、味を濃くしたりするなど、日持ちする物が多い。これは歳神を迎えて共に食事を行う正月の火を聖なるものとして捉え、神と共食する雑煮をつくるほかは、火を使う煮炊きをできるだけ避けるべき、という風習に基づく。あるいは、家事から女性を解放するためという要素があるとみる説もある。
関西には「睨み鯛」といって、正月三が日の間は箸をつけない尾頭つきの鯛を焼いたものを重箱に詰める風習がある。
現在の日本では食文化が多様化し、食品の保存技術も進んだため、生ものや珍味のほか、中華料理、西洋料理など多種多様な料理を重箱に詰めて供することも多い。マリネなどのオードブル、ローストビーフや牛肉の八幡巻などの肉料理、寿司などが入ることもある 。
御節料理は家庭で作る以外に、店頭渡しまたは宅配サービスを前提とした予約制で、食料品店、百貨店、料亭、インターネット上の店舗などで販売され、買い求める人々も増えている。受け付けは9月頃から始まり、ほとんどは年末に受け渡されるが、年末年始の旅行から帰宅後に食べられるように、1月2日から1月中旬にかけての配達に対応する百貨店もある。
御節料理として組み合わせる料理の単品販売、一人で食べる「お一人様おせち」、パフェ風おせち、さらにはペットとして飼われている犬向けなど多様化が進んでいる。
2013年から毎年12月31日に、無償で譲り受けた食品を生活困窮者に届けている認定NPO法人「セカンドハーベスト名古屋」が、食品メーカーから提供された食品ロスで廃棄予定の御節料理を、ホームレス支援団体や福祉団体など13団体に配っている。食品メーカーは製造した御節料理を12月30日までにスーパーなどへ卸すため、12月31日には余った料理のほとんどが廃棄される。メーカーは発注より多めに作り、品質に問題ないのに廃棄される食材が出る。
|                               | 料理名                           | 画像 | 解説 | 由緒 |
| 祝い肴 （口取り）             |                                  | | | |
| ----------------------------- | -------------------------------- | --- | --- | --- |
| 祝い肴 （口取り）             | 黒豆                             | | 黒豆をしわが寄らないように甘く煮たもの | 黒は道教において邪除けの色とされている。黒く日焼けするほど達者（マメ）に働けるようにと邪気を払い、長寿と健康（無病息災）を願ったもの。 |
| 祝い肴 （口取り）             | 数の子                           | | 数の子 | 数の子は卵の数が多く、また、ニシンは「二親」に通じ、五穀豊穣と子孫繁栄を願ったもの。 |
| 祝い肴 （口取り）             | 田作り （ごまめ）                | | | カタクチイワシを田の肥料としたところ俵もの米が収穫できたとのいわれに由来している。「ごまめ」は「五万米」であり、「田作り」の名とともに五穀豊穣を願ったもの。                                                                               |
| 祝い肴 （口取り）             | たたきごぼう （酢ごぼう）        | | | たたきごぼうは瑞鳥（豊年の象徴）を表したもので、豊作と息災を願ったもの。黒色には邪を払うという意味を持つ。また、ごぼうは地中に深く根を張ることから用いられる。別名「開きごぼう」ともいわれ、「運が開く」という意味も持っている。           |
| 祝い肴 （口取り）             | 紅白かまぼこ                     | | 神饌の赤米、白米 | 形状が初日の出の形に似ることから用いられる。赤色は魔除け、白色は清浄を意味している。紅白の色は縁起がよいとされる。 |
| 祝い肴 （口取り）             | 伊達巻 だてまき                  | 伊達巻 | 言葉で伊達政宗番となる。卵焼きやだし巻 | 「伊達」は、華やかさや派手さを表す言葉で、華やかな卵焼きという意味で伊達巻という名前がついたや、伊達政宗が魚のすり身に卵を混ぜて焼いたものを好んで食べたなどの諸説がある。巻物（書物）に似た形から文化・学問・教養を持つことを願う縁起物。 |
| 祝い肴 （口取り）             | 搗ち栗／ 栗金団 （くりきんとん） | | | 搗ち（かち）栗は「勝ち」に通じることに由来。「金団」とは金色の団子という意味で金銀財宝を意味しており、金運を願ったもの。ただし、栗を用いるようになったのは明治時代以降とされる。                                                           |
| 祝い肴 （口取り）             | お多福豆                         | | | ソラマメの一種を甘く煮たもの。文字通り、福が多からんことを祈願した。 |
| 焼き肴                        |                                  | | | |
| 鰤の焼き物                    |                                  | ブリ | 出世を祈願。出世魚であることにあやかったもの。 地域によっては鮭の塩引き （注釈2参照） | |
| 鯛の焼き物                    |                                  | 鯛は神饌 | 「めでたい」の語呂合わせ。 | |
| 海老の焼き物                  |                                  | 伊勢海老を使うことが多かったが、高価であるため、クルマエビなどが使用されている。                                               | 長寿を祈願した縁起物（ひげが長く腰が曲がっている様子に由来）。また、海老は脱皮することから生命の更新を意味するもの、または、脱皮を繰り返していくことから出世を願うものとされる。また海老の朱色が晴れやかであることから用いられるという説がある。                                     | |
| 鰻の焼き物                    |                                  | ウナギも参照。ごく最近の趣向。                                                                                                 | 鰻登りにあやかって出世を祈願。 | |
| 酢の物                        |                                  | | | |
| 紅白なます                    |                                  | 大根と人参を用いたなます。 | 祝い事に用いる紅白の水引にあやかる。平安と平和を願う縁起物。 | |
| ちょろぎ                      | ちょろぎと黒豆                   | 植物の根をシソ酢で赤く染めたもの。多くの場合、黒豆と共に盛り付けられる。                                                       | 「長老木」「千代呂木」「長老喜」「長呂貴」といっためでたい漢字を当て、長寿を願う。 | |
| 酢蓮 （すばす）               |                                  | 蓮根の酢の物。 | 蓮根は仏教で仏様のいる極楽の池にあるといわれており、けがれの無い植物とされている。穴が多数ある蓮根は「将来の見通しがきく」という意味の縁起かつぎである。 | |
| 菊花かぶ                      |                                  | かぶをめでたい菊の花に飾り切りした紅白の酢の物。                                                                               | 長寿を願う縁起物。武家社会では、かぶは頭に通じることから頭(かしら)を目指すようにという縁起のよい食べ物として広まったともいわれている。 | |
| 煮物                          |                                  | | | |
| 昆布巻き こぶまき             |                                  | 煮しめの中の材料としても用いられる。身欠きニシンなどの魚を昆布で巻いて、干瓢で結ぶ。                                           | 「喜ぶ」の語呂合わせ。また、昆布は「ひろめ」あるいは「えびすめ」とも称された。「ひろめ」は末広がりである昆布の形状に由来する。また、「昆布」に「子生」の字をあて子孫繁栄を願ったものともいわれる。昆布巻きは伊達巻と同じく巻物（書物）に似た形から、文化・学問を象徴する意味を持つ。 | |
| 陣笠椎茸 （椎茸）             |                                  | 煮しめの材料の一。陣笠椎茸は椎茸の傘を陣笠に見立てたもの。                                                                     | 武家社会の名残。神様へのお供えとして珍重されていた椎茸は元気、壮健への願いが込められている。 | |
| 楯豆腐 （豆腐）               |                                  | 煮しめの材料の一。楯豆腐は豆腐に焼き目を付けて楯に見立てたもの。                                                               | 武家社会の名残。家が守られるようにと祈りを込めたもの。 | |
| 手綱こんにゃく （コンニャク） |                                  | 煮しめの材料の一。手綱こんにゃくはコンニャクを手綱に見立てたもの。薄く切ったコンニャクに縦に切り目を入れ、その中に片端を通す。 | 武家社会の名残。心を引き締め、心を養うということを意味している。結び目が円満、良縁に通じることから縁を結ぶという縁起を担いで用いられてる。 | |
| 芽出しくわい （くわい）       | くわい（調理前のもの）           | 煮しめの材料の一。梔子とともに煮て色付けする。                                                                                 | 最初に大きな芽が一本出ることから「めでたい」にかけたもの。芽が出ることから出世を祈願したものまた、黄色に着色することで財を表しお金や豊かさを祈願する。古くは平仮名の「か」を「くわ」と表したので、くわい＝かい＝快から、一年を快く過ごせるように食べられるという説がある。           | |
| 花蓮根 （蓮根）               |                                  | 煮しめの材料の一。 | 先述のように、穴が多数ある蓮根は「将来の見通しがきく」という意味の縁起かつぎである。この孔が空いていることから将来が見通せるようにとの意味のほか、花蓮根には花の後に実を結ぶようにとの意味がある。                                                                                   | |
| 矢羽根蓮根 （蓮根）           |                                  | 煮しめの材料の一。 | 破魔矢の矢羽根に見立てたもの。 | |
| 八ツ頭 （里芋）               |                                  | 煮しめの材料の一。八ツ頭はサトイモの栽培品種                                                                                   | 親イモが大きいことに因んで頭（かしら）になることを願うもの。また、里芋は親芋に子芋がたくさん育つことから子宝を願ったものとされる。 | |
| たけのこ                      |                                  | 煮しめの材料の一。 | 成長が早いので子供がすくすく育つように願った。天に向かって伸びるので立身出世を願った。成長する様子を家の繁栄に例えたなど様々な説がある。 | |
| 金柑                          |                                  | 「ん」は「運」に通じ、運を重ねるの意                                                                                           | 財宝としての「金冠」を意味している。 | |
| 梅花にんじん （人参）         |                                  | 型で抜くか、包丁で5角形の梅の花びら形にしたもの                                                                                | 梅は花が咲くと必ず実を結ぶことから縁起物とされている。また、ニンジンの赤色は寿を表すともいわれている。 | |

### 組重
御節料理を詰めるのには組重（組になった重箱）を用いる。重箱に詰める意味は、めでたさを「重ねる」という意味で縁起をかついだものである。
重箱は外を黒塗り、内を朱塗りとしたものが正式とされる。
組重については、本来は五段重であったともいわれ、この五段重を正式としている説もある。ただ、最近では四段重が普通となっており、この四段重を正式なものとしている説もある。
四段重は春夏秋冬を表すといわれ、また、完全を表す「三」にさらに一つ重ねる意であるともいわれる。
一方、五段重における五の重は土用を表すといわれる。ただ、五の重の内容については諸説あり、五段重を用いる場合、来年こそは重箱を一杯にできますようにという意味で五の重には実際には詰めることはしないとするもの、年神様から授かる福を詰める場所として実際には何も詰めないとするもの、なますや酢の物を詰める重であるとするもの、「控えの重」として多めに御節料理を詰めたりあるいは家族の好物を詰めるために用いられる重であるとするものなどがある。
なお、組重の四段目については四（し）が「死」を連想させ、不吉で縁起が悪いことから「与の重（よのじゅう）」と呼ばれている（四の字も参照）。
三段重や二段重といった略式のものも多くなっている。

### 重詰め
重詰めの形式には、市松、七宝、八方、段取、升詰、隅取といった形式がある。一つの重の品数は奇数とする。
関東では隙間なく詰められるのに対して、関西では裏白などを飾りつけながらふんわりと散らしながら詰められていたが、後にその限りではなく、販売している関西風・京風お節も隙間なくキッチリと詰めて販売しているのがほとんどとなった。
三段重の一般的な構成については次の通り。
- 一の重には祝い肴と口取り[39][44][45]。
- 二の重には焼き物と酢の物[39][44][45]。
- 三の重には煮物[39][44][45]。

四段重の一般的な構成については次の通り。
- 一の重には祝い肴のうち三つ肴と口取り[12][9][6][29]。
- 二の重には焼き物[12][9][6][29][44][46]。
- 三の重には煮物[41][6][29][46]もしくは酢の物[12][44]。
- 与の重には酢の物[41][6][29]もしくは煮しめ[12][44]。

五段重の一般的な構成については次の通り。
- 一の重には祝い肴[36][10][39]。
- 二の重には口取り[36][10]。
- 三の重には鉢肴[36]あるいは海川の幸[36]または焼き物[10][39]。
- 与の重には煮しめ（山の幸の煮物）[36][10][39]。
- 五の重（五段重とする場合の五の重については先述のように説が分かれる）

なお、黒豆・田作り・数の子の祝い肴については一の重に入れられるほか別の入れ物に盛り付けられることもある。